# Instituto Superior de Estudos Brasileiros
O Instituto Superior de Estudos Brasileiros (ISEB) foi um órgão criado em 1955, no Rio de Janeiro, vinculado ao Ministério de Educação e Cultura, dotado de autonomia administrativa, com liberdade de pesquisa, de opinião e de cátedra. Era destinado ao estudo, ensino e à divulgação das ciências sociais, especialmente filosofia, sociologia, economia e política, com o objetivo de aplicar as categorias destas ciências ao entendimento da realidade brasileira. O Instituto funcionou como núcleo irradiador de ideias e tinha como objetivo principal a discussão em torno do desenvolvimentismo, tema importante durante o governo Juscelino Kubitschek.
Foi extinto após o golpe militar de 1964, e muitos de seus integrantes, os isebianos, foram exilados do Brasil.

## Antecedentes e criação
Foi criado, em 1955 o Instituto Superior de Estudos Brasileiros (ISEB), pelo decreto nº 37.608 de 14 de julho do então presidente Café Filho. O ISEB surge como um desdobramento reformulado e ampliado de duas organizações:
- a Liga de Emancipação Nacional, integrada por diversos setores da sociedade (dos sindicatos ao exército), de caráter nacional-desenvolvimentista, e que, em função de suas contundentes proposições nacionalistas, foi fechada pelo próprio Juscelino, assim que se tornou presidente da República;

- o Grupo Itatiaia, um grupo de estudos, criado em 1952, a partir da ampliação dos debates sobre a questão do petróleo e os rumos do desenvolvimento nacional. Reunia intelectuais dos estados do Rio de Janeiro e de São Paulo, defensores de um nacionalismo menos radical que o da Liga e, em 1953, foi formalmente organizado sob o nome de Instituto Brasileiro de Economia, Sociologia e Política (IBESP), passando a editar a revista Cadernos do Nosso Tempo.

Os debates do Instituto eram centrados nos rumos a serem tomados pelo desenvolvimento nacional, e na construção de uma ideologia do desenvolvimento, que pudesse por sua vez orientar a burguesia na condução do processo de transformação e desenvolvimento econômico, social e cultural do Brasil.
Em alguns momentos, o ISEB adotou um discurso moderadamente socialista, visto que seus integrantes, com algumas exceções, não viam qualquer possibilidade de construção imediata do socialismo no Brasil, sempre apontando para a necessidade do desenvolvimento e da industrialização como vias para a diminuição das contradições sociais.

## O ISEB e o governo JK

Inauguração do Instituto Superior de Estudos Brasileiros, 1956. Arquivo Nacional.

Desde a queda do Estado Novo, em 1945, e a ascensão de movimentos em defesa de políticas de inclusão social  – que permeou os governos que se sucederam até 1964 –, a sociedade brasileira havia mudado substancialmente, tornando-se mais complexa e diversificada. O processo de industrialização do País e o crescimento da população urbana, somados ao avanço da legislação trabalhista e ao fortalecimento de sindicatos, partidos políticos e movimentos sociais, favoreceram a mobilização e a radicalização em torno de propostas nacionalistas, anti-imperialistas, e das chamadas reformas de base, tais como a reforma agrária.
Iniciando suas atividades no momento em que Juscelino Kubitschek assumia a presidência da República (1956-1961), o ISEB elaborou uma política nacional-desenvolvimentista. A tese central do nacionalismo desenvolvimentista é a de que a promoção do desenvolvimento econômico e a consolidação da nacionalidade constituem dois aspectos do mesmo processo emancipatório. O desenvolvimento dependeria, assim, de uma consciência nacional mobilizada em torno de uma vontade - plano global (planejamento) - de desenvolvimento.
Apesar de muitas de suas formulações do ISEB caminharem na contramão da internacionalização da economia promovida por JK, importantes membros do Instituto apoiaram essa estratégia. Em 1958, no entanto, uma crise interna dividiu o instituto. O grupo liderado por Hélio Jaguaribe opôs-se à corrente da qual faziam parte Roland Corbisier e Alberto Guerreiro Ramos, favorável a uma ação menos acadêmica e mais engajada, e acabou deixando o instituto.
Na esfera cultural, a retórica do início dos anos 1960, tanto de direita como de esquerda foi marcada pelo uso corrente das categorias povo e nação - ou nacional e popular. Os movimentos de esquerda - como no caso emblemático do Centro Popular de Cultura -, além do discurso anti-imperialista adotaram também uma postura vanguardista, baseada na premissa de que a "autêntica" cultura popular revolucionária é aquela produzida por artistas e intelectuais que "optaram por ser povo" - enquanto a cultura do povo era considerada arcaica e atrasada. A coleção Cadernos Brasileiros e a Revista Civilização Brasileira, editadas por Ênio Silveira, e a História Nova, organizada por Nelson Werneck Sodré, sugerem a intensa colaboração entre o ISEB e o CPC.

## Fim do ISEB
Três dias após o Golpe militar de 31 de março de 1964, foi decretada a extinção do ISEB e, em seguida, instaurado um Inquérito policial militar (IPM) para apurar suas atividades. Diretores e professores do Instituto foram investigados e alguns de seus pensadores, como Álvaro Vieira Pinto tiveram que sair do país, em exílio.

## Membros
Entre membros do Iseb estavam: Hélio Jaguaribe, Roland Corbisier, Alberto Guerreiro Ramos, Nelson Werneck Sodré, Antonio Cândido, Wanderley Guilherme dos Santos, Cândido Mendes, Ignácio Rangel e Álvaro Vieira Pinto, Carlos Estevam Martins. Teve também como colaboradores Celso Furtado, Paulo Freire, Gilberto Freyre e Heitor Villa-Lobos. Entre os membros ilustres podemos citar Miguel Reale e Sérgio Buarque de Hollanda. Entre seus alunos mais famosos, inclui-se Abdias do Nascimento e Marilena Chauí.